# Óscar Rodríguez (piłkarz, ur. 1998)
Óscar Rodríguez Arnaiz (ur. 28 czerwca 1998 w Talavera de la Reina) – hiszpański piłkarz występujący na pozycji pomocnika w hiszpańskim klubie CD Leganés.

## Statystyki kariery

### Klubowe
| Klub                 | Sezon              | Liga               | Liga  | Liga   | Puchar Kraju | Puchar Kraju | Europa | Europa | Inne  | Inne   | Suma  | Suma   |
| Klub                 | Sezon              | Liga               | Mecze | Bramki | Mecze        | Bramki       | Mecze  | Bramki | Mecze | Bramki | Mecze | Bramki |
| -------------------- | ------------------ | ------------------ | ----- | ------ | ------------ | ------------ | ------ | ------ | ----- | ------ | ----- | ------ |
| Real Madryt Castilla | 2017/18            | Segunda Division B | 34    | 6      | 2            | 0            | –      | –      | –     | –      | 34    | 6      |
| Real Madryt Castilla | Ogólnie            | Ogólnie            | 34    | 6      | 2            | 0            | 0      | 0      | 0     | 0      | 34    | 6      |
| Real Madryt          | 2017/18            | Primera Division   | 0     | 0      | 1            | 0            | –      | –      | –     | –      | 1     | 0      |
| Real Madryt          | Ogólnie            | Ogólnie            | 0     | 0      | 1            | 0            | 0      | 0      | 0     | 0      | 1     | 0      |
| Leganes              | 2018/19            | Primeira Liga      | 31    | 4      | 1            | 0            | –      | –      | –     | –      | 32    | 4      |
| Leganes              | 2019/20            | Primeira Liga      | 30    | 9      | 2            | 0            | –      | –      | –     | –      | 32    | 9      |
| Leganes              | Ogólnie            | Ogólnie            | 61    | 13     | 3            | 0            | 0      | 0      | 0     | 0      | 64    | 13     |
| Sevilla              | 2020/21            | Primera Division   | 20    | 0      | 3            | 2            | 6      | 0      | –     | –      | 29    | 2      |
| Sevilla              | 2021/22            | Primera Division   | 11    | 0      | 3            | 0            | 1      | 0      | –     | –      | 15    | 0      |
| Sevilla              | Ogólnie            | Ogólnie            | 31    | 0      | 6            | 2            | 7      | 0      | 0     | 0      | 44    | 2      |
| Getafe CF (wyp.)     | 2021/22            | Primera Division   | 18    | 0      | –            | –            | –      | –      | –     | –      | 18    | 0      |
| Celta Vigo (wyp.)    | 2022/23            | Primera Division   | 25    | 2      | 3            | 1            | –      | –      | –     | –      | 21    | 3      |
| Ogólnie w karierze   | Ogólnie w karierze | Ogólnie w karierze | 169   | 21     | 15           | 3            | 7      | 0      | 0     | 0      | 191   | 24     |

### Reprezentacyjne
(aktualne na dzień 25 czerwca 2022)
| Reprezentacja | Rok     | Występy | Gole |
| ------------- | ------- | ------- | ---- |
| Hiszpania     | 2020    | 2       | 0    |
| Ogólnie       | Ogólnie | 2       | 0    |